# Bota de Oro 1997-98
La Bota de Oro 1997-98 fue un premio entregado por la European Sports Magazines al futbolista que logró la mejor puntuación luego de promediar los goles obtenidos en la temporada europea.
El ganador de este premio fue el jugador griego Nikos Machlas por haber conseguido 34 goles en la Eredivisie. Jardel ganó el premio cuando jugaba para el Gremio.

## Resultados
| Posición | Futbolista         | Club               | Campeonato                | Goles | Puntaje |
| -------- | ------------------ | ------------------ | ------------------------- | ----- | ------- |
| 1        | Nikos Machlas      | SBV Vitesse        | Eredivisie                | 34    | 68      |
| 2        | Oliver Bierhoff    | Udinese Calcio     | Serie A                   | 27    | 54      |
| 3        | Ronaldo            | Inter de Milan     | Serie A                   | 25    | 50      |
| 3        | Shota Arveladze    | Ajax Ámsterdam     | Eredivisie                | 25    | 50      |
| 5        | Christian Vieri    | Atlético de Madrid | La Liga                   | 24    | 48      |
| 5        | Krzysztof Warzycha | Panathinaikos FC   | Super Liga de Grecia      | 32    | 48      |
| 5        | Marco Negri        | Rangers FC         | Premier League de Escocia | 32    | 48      |